# كامبل ماكغراث
كامبل ماكغراث (بالإنجليزية: Campbell McGrath)‏ هو شاعر أمريكي، ولد في 26 يناير 1962 في شيكاغو في الولايات المتحدة.